# Johan Niklas Nordenfeldt
Johan Niklas Nordenfeldt, född 20 mars 1759, död 17 februari 1825 i Kristinehamn, var en svensk militär och brukspatron.

## Biografi
Johan Niklas Nordenfeldt var son till Johan Nordenfeldt (1715–1765) och Regina Gråsten (1731–1781) samt från 1795 gift med friherrinnan Anna Vilhelmina Posse (1779–1858), som var dotter till majoren Carl Åke Posse. Paret fick tolv barn, bland dem märks landshövding Enar Nordenfelt (1798–1868), författaren Maria Charlotta Nordenfeldt (1800–1889) och generalintendenten Johan Åke Nordenfeldt (1807–1852).
Nordenfeldt blev student vid Uppsala universitet 1769 och sökte sig därefter till Västgötadals regemente där han blev volontär 1776, och fältväbel under november samma år. Han utnämndes till fänrik vid Jämtlands dragonregemente i december 1776 och löjtnant 1781. Han begärde avsked med tillstånd att kvarstå i armén 1789 och fick definitivt avsked 1803. Efter att han lämnat armén blev han brukspatron på Björneborgs bruk som han delvis ägde genom arv tillsammans med brodern Olof Gabriel Nordenfeldt under åren 1765–1790. Därefter och fram till 1818 ägde han det tillsammans med den omyndiga brorsonen Olof Nordenfeldt som företräddes fram till 1811 av sin förmyndare, hovjunkaren Bengt von Hofsten på Valåsens herrgård i Karlskoga socken. Johan Niklas Nordenfeldt sålde sin andel av bruksrörelsen till brorsonen 1818 och flyttade därefter till sin gård Bro i Kristinehamn.

## Källa
- Riksarkivet släkten Nordenfeldt
- Adelsvapen släkten Nordenfeldt